# ديفيد أتكينز
ديفيد أتكينز (بالإنجليزية: David Atkins)‏ هو رائد أعمال بريطاني، ولد في 2 أبريل 1966.